# Eupeodes sinuatus
Eupeodes sinuatus är en tvåvingeart som först beskrevs av Ho 1987.  Eupeodes sinuatus ingår i släktet fältblomflugor, och familjen blomflugor. Inga underarter finns listade i Catalogue of Life.